# París-Roubaix 1965
La París-Roubaix 1965 fou la 63a edició de la París-Roubaix. La cursa es disputà l'11 d'abril de 1965 i fou guanyada pel belga Rik van Looy, que s'imposà en solitari en l'arribada a Roubaix, i que d'aquesta manera aconseguia la seva tercera victòria en aquesta cursa, després de les aconseguides el 1961 i 1962. Segon i tercer foren els també belgues Edward Sels i Willy Vannitsen.

## Classificació final
|    | Ciclista               | Equip                 | Temps      |
| -- | ---------------------- | --------------------- | ---------- |
| 1  | Rik van Looy           | Solo-Superia          | 6h 23' 32" |
| 2  | Edward Sels            | Solo-Superia          | + 1' 05"   |
| 3  | Willy Vannitsen        | Ford France-Gitane    | + 1' 11"   |
| 4  | Victor van Schil       | Mercier-BP-Hutchinson | m. t.      |
| 5  | Joseph Huysmans        | Dr. Mann-Grundig      | m. t.      |
| 6  | Tom Simpson            | Peugeot-BP-Michelin   | m. t.      |
| 7  | Vittorio Adorni        | Salvarani             | m. t.      |
| 8  | Alfons Hermans         | Lamot-Libertas        | m. t.      |
| 9  | Noël Foré              | Flandria-Romeo        | + 1' 33"   |
| 10 | Georges van Coningsloo | Peugeot-BP-Michelin   | + 2' 13"   |